# Natalya Nazarova
Natalya Nazarova (Moscou, 26 de maio de 1979) é uma ex-velocista russa especializada nos 400 m rasos, campeã mundial e medalhista olímpica no revezamento 4x400 m. Com o revezamento ela foi campeã mundial em Sevilha 1999 e sete vezes campeã mundial indoor no Campeonato Mundial de Atletismo em Pista Coberta. Também nos 4x400 m conquistou uma medalha de bronze olímpica em Sydney 2000. e uma de prata em Atenas 2004.
Ela divide com a moçambicana Maria Mutola o maior número de medalhas de ouro – sete – conquistadas em Mundiais indoor. Em 2012 integrou o 4x400 m russo que conquistou uma medalha de prata nos Jogos Olímpicos de de Londres. A medalha porém foi depois cassada pelo Comitê Olímpico Internacional por doping de uma das corredoras da equipe, Antonina Krivoshapka.